# Економічна інтеграція
Економі́чна інтегра́ція — об'єктивний процес розвитку глибоких, стійких взаємозв'язків та поділу праці між національними господарствами, створення міжнародних господарських комплексів у межах держави. Економічна інтеграція — форма інтернаціоналізації господарської діяльності (виробництва), зближення та поглиблення взаємодії національних економік. Вона зумовлена зростом продуктивних сил, підвищенням рівня усуспільнення виробництва та науково-технічною революцією. Економічна інтеграція виявляється у державних формах об'єднання країн. Наприклад, Європейський Союз, ОПЕК, Всесвітня торгова організація, Європейська асоціація вільної торгівлі тощо. Однак при цьому економіка інтегрованих країн втрачає своє національне обличчя, самобутність.
Економічна інтеграція сприяє посиленню взаємозв'язку та взаємодоповнюваності національних господарств на основі міжнародного поділу праці.
Інтеграційний процес характеризується:
1. планомірною зміною структури окремих країн, координацією співпраці держав, узгодженою ув'язкою асортименту продукції у країнах співдружності, а також спільним використанням науково-дослідного потенціалу на основі міжнародного поділу праці. Внаслідок цього прискорюється науково-технічний процес, повніше використовуються сировинні ресурси, підвищується ефективність функціонування національних господарств;
2. створенням та удосконаленням міжнародної співпраці, що поглиблює міжнародну спеціалізацію та кооперування виробництва;
3. активізацією ролі внутрішньої економічної політики у створенні умов для поглиблення ефективності господарських зв'язків з іншими країнами. Це виражається у перебудові економік поєднаних країн, скерованій на реалізацію взаємних і міжнародних норм якостей та стандарту. Інтеграція передбачає не тільки використання тих або інших особливостей галузевої структури виробництва у окремих країнах для взаємовигідного обміну діяльністю, але й цілеспрямовану перебудову структури національних господарств, що забезпечує значно вищий ступінь їхньої взаємодії та розширення можливостей міжнародного поділу праці.

Створення економічних спілок — один з шляхів інтеграції країн, завдяки якому здійснюється міжнародний поділ праці та у кожної з країн з'являються додаткові можливості для розвитку економіки низки країн.

## Передумови інтеграційних процесів
З другої половини XX століття внаслідок швидкого економічного розвитку провідних індустріальних країн і удосконалення засобів міжнародного транспорту та комунікацій відбувся бурхливий розвиток міжнародної торгівлі товарами і послугами.
Міжнародна торгівля стала доповнюватися різними формами міжнародного руху факторів виробництва (капіталу, робочої сили і технології), в результаті якого за кордон стали транспортувати вже не лише готовий товар, але і фактори його виробництва. Закономірним результатом розвитку міжнародної торгівлі стала економічна інтеграція.
Передумови інтеграції наступні:
- Близькість рівнів економічного розвитку і ступеня ринкової зрілості країн, що інтегруються.

- Географічна близькість країн що інтегруються, наявність в більшості випадків спільного кордону та історично сформованих економічних зв'язків.
- Спільність економічних та інших проблем, що стоять перед країнами в сферах розвитку, фінансування, регулювання економіки, політичного співробітництва і т.д.
- Демонстраційний ефект. У країнах, учасниках інтеграційних процесів, зазвичай відбуваються позитивні економічні зрушення (прискорення темпів економічного зростання, зниження інфляції, зростання зайнятості і т.д.), що надає певний психологічний вплив на інші країни, які, звичайно, стежать за змінами, що відбуваються.
- «Ефект доміно». Після того як більшість країн того чи іншого регіону стали членами інтеграційного об'єднання, інші країни, що залишилися за його межами, відчувають деякі труднощі, пов'язані з переорієнтацією економічних зв'язків інтегрованих країн. Деякі з них, навіть не маючи істотного первинного інтересу в інтеграції, висловлюють зацікавленість в підключенні до інтеграційних процесів просто через побоювання залишитися за її межами.

## Ступені регіональної економічної інтеграції
Синтезовану, узагальнювальну концепцію регіональної інтеграції розробив американський (англ. вікіпедія —  угорський) економіст Б. Балаша (Béla Balassa). В її основі — відмінність між інтеграцією як процесом і як кінцевим станом, результатом. З цієї точки зору окремі уявлення про інтеграцію можуть бути охарактеризовані як ступені сходження від її найпростіших, початкових форм до вищих і складніших.
| Ступені регіональної економічної інтеграції | Ступені регіональної економічної інтеграції | Ступені регіональної економічної інтеграції | Ступені регіональної економічної інтеграції | Ступені регіональної економічної інтеграції | Ступені регіональної економічної інтеграції          |
| Форми інтеграції                            | Методи з усунення дискримінації             | Методи з усунення дискримінації             | Методи з усунення дискримінації             | Методи з усунення дискримінації             | Методи з усунення дискримінації                      |
| ------------------------------------------- | ------------------------------------------- | ------------------------------------------- | ------------------------------------------- | ------------------------------------------- | ---------------------------------------------------- |
| Форми інтеграції                            | Усунення тарифів та квот                    | Спільний зовнішній тариф                    | Вільний рух факторів виробництва            | Гармонізація економічної політики           | Уніфікація політики, створення політичних інститутів |
| Зона вільної торгівлі                       | ×                                           |                                             |                                             |                                             |                                                      |
| Митний союз                                 | ×                                           | ×                                           |                                             |                                             |                                                      |
| Спільний ринок                              | ×                                           | ×                                           | ×                                           |                                             |                                                      |
| Економічний союз                            | ×                                           | ×                                           | ×                                           | ×                                           |                                                      |
| Повна економічна інтеграція                 | ×                                           | ×                                           | ×                                           | ×                                           | ×                                                    |

У наведеній схемі перші три сходинки інтеграції в принципі відповідають уявленням неокласиків, які виступають за мінімізацію державного втручання в економіку. Четвертий ступінь складає основу кейнсіанських уявлень про інтеграцію, а п'ята включає заходи, на яких особливо наполягають інституціоналісти.